# Home Gardens
Home Gardens est une census-designated place du comté de Riverside, dans l'État de Californie, aux États-Unis,. En 2020, elle compte une population de 11 203 habitants.